# Allium taquetii
Allium taquetii är en amaryllisväxtart som beskrevs av Augustin Abel Hector Léveillé och Eugène Vaniot. Allium taquetii ingår i löksläktet som ingår i familjen amaryllisväxter. Inga underarter finns listade i Catalogue of Life.
Artens utbredningsområde anges som Jeju-do i Korea.

## Bilder

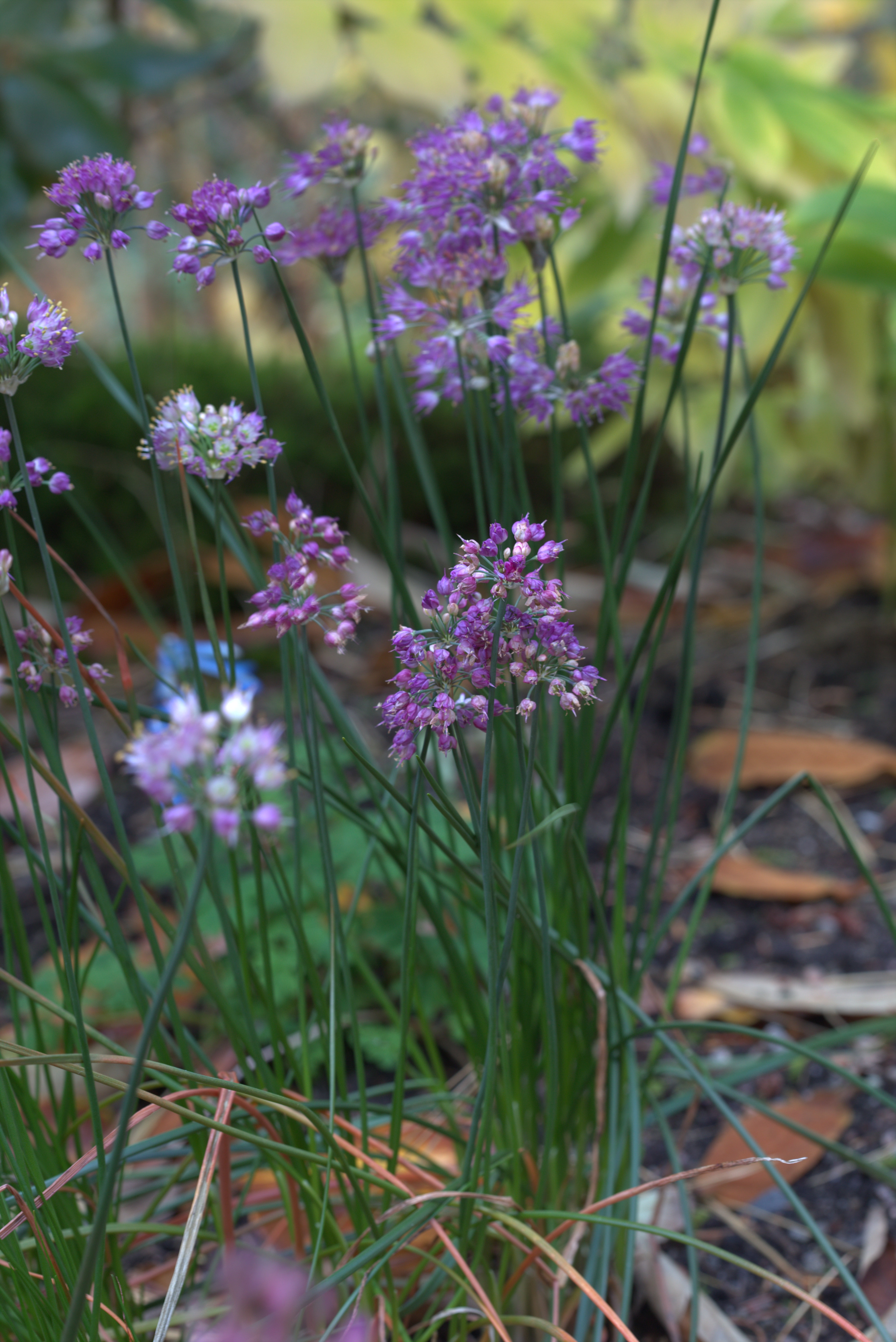